# Second Division 2001-2002
La Football League Second Division 2001-2002 è stato il 75º campionato inglese di calcio di terza divisione, nonché il 10º con la denominazione di Second Division.

## Squadre partecipanti
| Squadra                | Città                           | Stadio                  | Stagione precedente                                     |
| ---------------------- | ------------------------------- | ----------------------- | ------------------------------------------------------- |
| Blackpool              | Blackpool                       | Bloomfield Road         | 7º posto in Football League Third Division, promosso    |
| Bournemouth            | Bournemouth                     | Fitness First Stadium   | 7º posto in Football League Second Division             |
| Brentford              | Londra (Hounslow)               | Griffin Park            | 14º posto in Football League Second Division            |
| Brighton & Hove Albion | Brighton                        | Withdean Stadium        | 1º posto in Football League Third Division, promosso    |
| Bristol City           | Bristol                         | Ashton Gate             | 9º posto in Football League Second Division             |
| Bury                   | Bury                            | Gigg Lane               | 16º posto in Football League Second Division            |
| Cambridge United       | Cambridge                       | Abbey Stadium           | 19º posto in Football League Second Division            |
| Cardiff City           | Cardiff                         | Ninian Park             | 2º posto in Football League Third Division, promosso    |
| Chesterfield           | Chesterfield                    | Saltergate              | 3º posto in Football League Third Division, promosso    |
| Colchester United      | Colchester                      | Layer Road              | 17º posto in Football League Second Division            |
| Huddersfield Town      | Huddersfield                    | Alfred McAlpine Stadium | 22º posto in Football League First Division, retrocesso |
| Northampton Town       | Northampton                     | Sixfields Stadium       | 18º posto in Football League Second Division            |
| Notts County           | Nottingham                      | Meadow Lane             | 8º posto in Football League Second Division             |
| Oldham Athletic        | Oldham                          | Boundary Park           | 15º posto in Football League Second Division            |
| Peterborough United    | Peterborough                    | London Road             | 12º posto in Football League Second Division            |
| Port Vale              | Stoke-on-Trent (Burslem)        | Vale Park               | 11º posto in Football League Second Division            |
| Queens Park Rangers    | Londra (Hammersmith and Fulham) | Loftus Road             | 23º posto in Football League First Division, retrocesso |
| Reading                | Reading                         | Madejski Stadium        | 3º posto in Football League Second Division             |
| Stoke City             | Stoke-on-Trent                  | Britannia Stadium       | 5º posto in Football League Second Division             |
| Swindon Town           | Swindon                         | County Ground           | 20º posto in Football League Second Division            |
| Tranmere Rovers        | Birkenhead                      | Prenton Park            | 24º posto in Football League First Division, retrocesso |
| Wigan Athletic         | Wigan                           | JJB Stadium             | 6º posto in Football League Second Division             |
| Wrexham                | Wrexham                         | Racecourse Ground       | 10º posto in Football League Second Division            |
| Wycombe Wanderers      | High Wycombe                    | Adams Park              | 13º posto in Football League Second Division            |

## Classifica
|  | Pos. | Squadra           | Pt | G  | V  | N  | P  | GF | GS | DR  |
|  | ---- | ----------------- | -- | -- | -- | -- | -- | -- | -- | --- |
|  | 1.   | Brighton          | 90 | 46 | 25 | 15 | 6  | 66 | 42 | +24 |
|  | 2.   | Reading           | 84 | 46 | 23 | 15 | 8  | 70 | 43 | +27 |
|  | 3.   | Brentford         | 83 | 46 | 24 | 11 | 11 | 77 | 43 | +34 |
|  | 4.   | Cardiff City      | 83 | 46 | 23 | 14 | 9  | 75 | 50 | +25 |
|  | 5.   | Stoke City        | 80 | 46 | 23 | 11 | 12 | 67 | 40 | +27 |
|  | 6.   | Huddersfield Town | 78 | 46 | 21 | 15 | 10 | 65 | 47 | +18 |
|  | 7.   | Bristol City      | 73 | 46 | 21 | 10 | 15 | 68 | 53 | +15 |
|  | 8.   | QPR               | 71 | 46 | 19 | 14 | 13 | 60 | 49 | +11 |
|  | 9.   | Oldham Athletic   | 70 | 46 | 18 | 16 | 12 | 77 | 65 | +12 |
|  | 10.  | Wigan             | 64 | 46 | 16 | 16 | 14 | 66 | 51 | +15 |
|  | 11.  | Wycombe           | 64 | 46 | 17 | 13 | 16 | 58 | 64 | -6  |
|  | 12.  | Tranmere          | 63 | 46 | 16 | 15 | 15 | 63 | 60 | +3  |
|  | 13.  | Swindon Town      | 59 | 46 | 15 | 14 | 17 | 46 | 56 | -10 |
|  | 14.  | Port Vale         | 58 | 46 | 16 | 10 | 20 | 51 | 62 | -11 |
|  | 15.  | Colchester Utd    | 57 | 46 | 15 | 12 | 19 | 65 | 76 | -11 |
|  | 16.  | Blackpool         | 56 | 46 | 14 | 14 | 18 | 66 | 69 | -3  |
|  | 17.  | Peterborough Utd  | 55 | 46 | 15 | 10 | 21 | 64 | 59 | +5  |
|  | 18.  | Chesterfield      | 52 | 46 | 13 | 13 | 20 | 53 | 65 | -12 |
|  | 19.  | Notts County      | 50 | 46 | 13 | 11 | 22 | 59 | 71 | -12 |
|  | 20.  | Northampton Town  | 49 | 46 | 14 | 7  | 25 | 54 | 79 | -25 |
|  | 21.  | Bournemouth       | 44 | 46 | 10 | 14 | 22 | 56 | 71 | -15 |
|  | 22.  | Bury              | 44 | 46 | 11 | 11 | 24 | 43 | 75 | -32 |
|  | 23.  | Wrexham           | 43 | 46 | 11 | 10 | 25 | 56 | 89 | -33 |
|  | 24.  | Cambridge Utd     | 34 | 46 | 7  | 13 | 26 | 47 | 93 | -46 |

Legenda:
      Promosso in Football League First Division 2002-2003 .
  Ammesso ai play-off.
      Retrocesso in Football League Third Division 2002-2003.
Regolamento:
Tre punti a vittoria, uno a pareggio, zero a sconfitta.
In caso di arrivo di due o più squadre a pari punti, la graduatoria verrà stilata secondo i seguenti criteri:
- differenza reti
- maggior numero di gol segnati

## Spareggi

### Play-off

#### Tabellone
|  | Semifinali | Semifinali        | Semifinali | Semifinali | Semifinali |  |  | Finale | Finale     | Finale |  |
|  |            |                   |            |            |            |  |  |        |            |        |  |
|  | 6          | Huddersfield Town | 0          | 1          | 1          |  |  |        |            |        |  |
|  | 3          | Brentford         | 0          | 2          | 2          |  |  | 3      | Brentford  | 0      |  |
|  | 5          | Stoke City (dts)  | 1          | 2          | 3          |  |  | 5      | Stoke City | 2      |  |
|  | 4          | Cardiff City      | 2          | 0          | 2          |  |  |        |            |        |  |

#### Semifinali
|                   | Risultati |                   | Luogo e data                   |
| ----------------- | --------- | ----------------- | ------------------------------ |
| Stoke City        | 1-2       | Cardiff City      | Stoke-on-Trent, 28 maggio 2002 |
| Cardiff City      | 0-2 (dts) | Stoke City        | Cardiff, 1 maggio 2002         |
| Huddersfield Town | 0-0       | Brentford         | Huddersfield, 28 maggio 2002]  |
| Brentford         | 2-1       | Huddersfield Town | Londra, 1 maggio 2002          |

#### Finale
|           | Risultato |            | Luogo e data                                 |
| --------- | --------- | ---------- | -------------------------------------------- |
| Brentford | 0-2       | Stoke City | Cardiff (Millennium Stadium), 11 maggio 2002 |